# Ira Levin
Ira Levin (27. srpna 1929 v New Yorku – 12. listopadu 2007 v New Yorku) byl americký spisovatel, autor divadelních her a písní.

## Život
Narodil se během hospodářské krize v židovské rodině na Manhattanu. Jeho otec měl hračkářství. Později se rodina přestěhovala do Bronxu. Po absolutoriu studia filozofie a angličtiny na New York University psal Levin scénáře pro televizi. Svůj první román Polib mne a zemřeš (A Kiss Before Dying) napsal ve svých 22 letech. Levin byl neobyčejně nadaný a přizpůsobivý autor, vynikající autor v žánru thrilleru a v komediálním žánru. Napsal například hru No Time For Sergeants, podle které byl později natočen populární film.
Levinovým největším divadelním úspěchem je komediální thriller Osidla smrti (Deathtrap) uváděný na Broadwayi od 26. února 1978 do 13. června 1982. Jedná se o jednu z nejdéle uváděných her na Broadwayi. V roce 1982 byl podle hry natočen film s Christopherem Reevem a Michaelem Cainem.
Nejznámější Levinův román je Rosemary má děťátko (Rosemary's Baby), hororový příběh o satanismu. Kniha byla zfilmována, stejně jako jeho další romány Polib mne a zemřeš (dvakrát), Hoši z Brazílie (The Boys from Brazil, dvakrát), Stepfordské paničky (The Stepford Wives, dvakrát) a Někdo se dívá (Sliver). V knize Hoši z Brazílie Levin píše o nacistickém válečném zločinci Josefu Mengelem, snažícím se vytvořit armádu Hitlerových klonů. Působivost románu umocňuje realistické podání příběhu.
Stephen King popsal Levina jako „švýcarského hodináře napínavých románů, který z nás ostatních dělá levné stánkové prodejce“. Chuck Palahniuk označuje ve své knize Podivnější než fikce: pravdivé příběhy (Stranger Than Fiction: True Stories) Levinovo dílo za „chytré, aktualizované verze legend, které si lidé našich kultur vždy vyprávěli“.

## Dílo

### Romány
- Polib mne a zemřeš (A Kiss Before Dying, 1952)
- Rosemary má děťátko (Rosemary's Baby, 1967)
- Ten báječný den (This Perfect Day, 1970)
- Stepfordské paničky (The Stepford Wives, 1972)
- Hoši z Brazílie (The Boys from Brazil, 1976)
- Někdo se dívá (Sliver, 1991) Tento román byl zflimován v roce 1993 - Někdo se dívá (The Sliver).
- Rosemary a její syn (Son of Rosemary, 1997)

### Hry
- No Time For Sergeants (1956)
- Interlock (1958)
- Critic's Choice (1962)
- General Seeger (1962)
- Dr. Cook's Garden (1968)
- Veronica's Room (1974)
- Osidla smrti (Deathtrap, 1978) – nominace na Tony Award za nejlepší hru
- Break a Leg: A Comedy in Two Acts (1981)
- Cantorial (1982)

### Muzikály
- Drat! The Cat! (1965) – scénář a texty písní